# Krauseola
Krauseola Pax & K.Hoffm. – rodzaj roślin z rodziny goździkowatych. Obejmuje dwa gatunki występujące we wschodniej Afryce na obszarze od Etiopii do KwaZulu-Natal. K. gillettii występuje w Etiopii i Kenii w zbiorowiskach Acacia-Commiphora, a K. mosambicina w Mozambiku i Południowej Afryce na wydmach piaszczystych.

## Morfologia
PokrójRośliny zielne (jednoroczne i byliny). Łodygi zwykle wzniesione i rozgałęzione. Rośliny pokryte rozgałęzionymi włoskami.
LiścieNaprzeciwległe, także w pozornych okółkach, wsparte błoniastymi przylistkami. Blaszki jajowate do wąsko lancetowatych.
KwiatyKwiatostan w postaci gęstej lub luźnej wierzchotki składającej się z kilku lub wielu kwiatów. Działki kielicha w liczbie 9–12, zachodzą na siebie brzegami. Płatki korony w liczbie 5–8, błoniaste, krótsze od działek. Pręciki w liczbie 5–8. Słupek pojedynczy, z pojedynczą szyjką, rozdzielającą się w górze na 5-ramienne znamię.
OwoceTorebki otwierające się pięcioma klapami. Zawierają liczne nasiona.

## Systematyka i taksonomia
Rodzaj zaliczany jest do plemienia Polycarpeae i podrodziny Paronychioideae w obrębie rodziny goździkowatych.
Wykaz gatunków
- Krauseola gillettii Turrill
- Krauseola mosambicina (Moss) Pax & K.Hoffm.